# Hands Up! (1917)
Hands Up! is een Amerikaanse western uit 1917 onder regie van Tod Browning en Wilfred Lucas. Destijds werd de film in Nederland uitgebracht onder de titel De overval op den expresstrein.

## Verhaal
De spoorwegdirecteur John Houston zit samen met zijn dochter Marjorie en zijn verloofde Elinor in een expresstrein, die wordt overvallen door bandieten. Marjorie voelt zich aangetrokken tot de boef Dan Tracy. Later spreken ze stiekem af in de stad. Als Houston ontdekt dat de vrijer van zijn dochter een crimineel is, besluit hij een detective in te huren. Uit diens onderzoek blijkt dat Tracy een zoon van Houston is uit een eerder huwelijk. Marjorie laat zich intussen schaken door Tracy. Ze kan niet kan wennen aan een leven als vogelvrijverklaarde. Wanneer Houston zijn dochter komt redden, wordt Tracy vermoord door een jaloerse vrouw. Uiteindelijk komt Houston erachter dat Tracy zijn zoon niet is, maar het kind van zijn ex-vrouw en een bandiet.

## Rolverdeling
| Acteur        | Personage        |
| ------------- | ---------------- |
| Wilfred Lucas | John Houston     |
| Colleen Moore | Marjorie Houston |
| Monte Blue    | Dan Tracy        |
| Beatrice Van  | Elinor Craig     |
| Rhea Haines   | Rosanna          |
| Bert Woodruff | Tim Farley       |
| Kate Toncray  | Mevrouw Farley   |